# A Brief Inquiry into Online Relationships
“A Brief Inquiry into Online Relationships”는 잉글랜드의 밴드 The 1975의 세 번째 정규 음반이다. 2018년 11월 30일 더티 히트와 폴리도르 레코드를 통하여 발매하였다. 본래 “Music for Cars”라는 제목으로 2016년에 공개한 “I Like It When You Sleep, for You Are So Beautiful Yet So Unaware of It”의 후속작으로 나올 예정이었다. 해당 단어는 이후 2020년에 발매된 정규 4집 “Notes on a Conditional Form”까지 합하여 세 음반 동안의 기간을 아울러 표현하는 뜻을 가지게 되었다. 밴드는 리드 싱어였던 매튜 힐리가 헤로인 중독으로 바베이도스에 약물 재활 클리닉을 위해 떠나면서 음반 녹음의 전반부 작업을 끝냈고, 힐리가 돌아오고 나서부터 모두가 음반을 완성하기 위해 노샘프턴셔주와 로스앤젤레스에서 몇 달 동안 시간을 보냈다.
맥시멀리즘을 추구하는 실험 음악 음반인 “A Brief Inquiry into Online Relationships”는 앰비언트의 인털루드 사이에 들어간 록과 팝의 결합체가 표현되었다. 전작에서 시도했던 1980년대의 영향을 받은 듯한 사운드를 배제하고, 대신 일렉트로니카를 통해 마치 황량한 듯한 사운드스케이프를 느끼도록 만들었다. 또한 다양한 장르를 시도한 음반으로 재즈, R&B, 일렉트로팝, 인디 록, 브릿팝 등 많은 장르가 들어가 있다. 수록된 노래들은 전자 음악 비트와 가스펠 성가대 소리, 네오 소울의 호른 소리와 다운템포 리듬 등의 특징을 지니고 있다. 런던 커뮤니티 가스펠 성가대, 노 롬, 재패니즈 하우스와 로이 하그로브 등의 음악가가 음반에 참여하였다.
"온라인 상의 관계에 대한 간략한 연구"라는 의미의 “A Brief Inquiry in Online Relationships”는 현대 사회에서 디지털 커뮤니케이션과 현대에서의 삶에서 인터넷이 가지는 역할에 대해서 여러 가지 이야기가 서로 유기적으로 연결되어 있는 콘셉트 음반이다. 음반 내에서는 기술이 들어간 사회에서의 관계와 그것이 밀레니얼 세대에게 끼치는 영향에 대해 의문을 던지며 경고를 하는 정치적 발언을 담고 있다. 이외에도 헤로인 중독에 대한 힐리의 변화를 묘사하였으며, 그로 인해 야기되는 고독함을 진실되게 언급하였다. 은유나 모호함을 지양하였으며, 블랙 유머, 단순한 가사, 허무주의, 자살, 우울증, 불안, 해리, 트라우마, 견유주의, 죽음, 그 외에도 많은 어두운 것을 주제로 한 스토리텔링을 활용한다.
“A Brief Inquiry into Online Relationships”는 ‘Give Yourself a Try’, ‘Love It If We Made It’, ‘TooTimeTooTimeTooTime’, ‘Sincerity Is Scary’, ‘It's Not Living (If It's Not with You)’까지 총 다섯 곡을 싱글컷하였다. 발매 후에는 평단으로부터 폭넓은 찬사를 받았으며, 밀레니얼 세대에서의 라디오헤드의 “OK Computer”에 비유되는 등 현대의 삶을 그려낸 것과 프로듀싱의 질에 대한 많은 극찬이 오고갔다. 수많은 매체에서 선정한 '올해의 음반 순위'나 '2010년대 최고의 음반'과 같은 목록에 이름을 올렸을 뿐만 아니라, 2019년 브릿 어워드에서 올해의 영국 음반(British Album of the Year) 부문을 수상하였다. 또한 밴드의 세 번째 영국 음반 차트 1위 음반이자, 영국 축음기 협회에서 골드를 인증받은 음반이 되었으며, 미국에서도 빌보드 200에 4위를 기록하고, 많은 국가에서 상위권인 10위 내에 진입하는 등 괄목한 성적을 기록하였다. 밴드는 음반을 더 홍보하기 위해 “Music for Cars Tour”를 진행하였다.

## 평가
“A Brief Inquiry into Online Relationships”는 음악 평단으로부터 극찬을 받았다. 리뷰 애그리게이터 사이트 메타크리틱에서는 29개의 리뷰를 통하여 83점이 나왔으며, AnyDecentMusic?에서는 8점이 나왔다. NME의 댄 스텁스는 별 다섯 개 만점을 부여하면서, 밀레니얼 세대의 “OK Computer”라고 평하였다.

### 순위
| 출판                 | 목록                                     | 순위 | 출처   |
| -------------------- | ---------------------------------------- | ---- | ------ |
| BBC                  | The Best Albums of 2018                  | 13   | [ 13 ] |
| 빌보드               | 50 Best Albums of 2018                   | 13   | [ 14 ] |
| 클래시               | Clash Albums Of The Year 2018            | 26   | [ 15 ] |
| 컨시퀀스 오브 사운드 | Top 50 Albums of 2018                    | 19   | [ 16 ] |
| 엔터테인먼트 위클리  | The 20 Best Albums of 2018               | 16   | [ 17 ] |
| 에스콰이어           | The Best Albums of 2018                  | 13   | [ 18 ] |
| 가디언               | The 50 Best Albums of 2018               | 34   | [ 19 ] |
| 인디펜던트           | The 40 Best Albums of 2018               | 29   | [ 20 ] |
| NME                  | NME’s 100 Best Albums of 2018            | 1    | [ 21 ] |
| NME                  | The Best Albums of The Decade: The 2010s | 16   | [ 22 ] |
| 피치포크             | The 50 Best Albums of 2018               | 21   | [ 23 ] |
| 피치포크             | The 200 Best Albums of the 2010s         | 157  | [ 24 ] |
| 롤링 스톤            | 20 Best Pop Albums of 2018               | 20   | [ 25 ] |
| 스테레오검           | The 50 Best Albums Of 2018               | 45   | [ 26 ] |
| 타임                 | The 10 Best Albums of 2018               | 9    | [ 27 ] |
| Q                    | Top 50 albums of 2018                    | 3    | [ 28 ] |
| 업록스               | The 50 Best Albums of 2018               | 9    | [ 29 ] |
| 업록스               | The Best Albums Of The 2010s             | 74   | [ 30 ] |

## 트랙 리스트
전체 작사·작곡: The 1975 조지 대니얼, 매튜 힐리, 로스 맥도널드), "TooTimeTooTimeTooTime"은 대니얼, 힐리와 겐돌린 롬 빌레이 고메즈와 공동으로 작사 및 작곡
| #            | 제목                                         | 재생 시간 |
| ------------ | -------------------------------------------- | --------- |
| 1.           | 〈The 1975〉                                 | 1:34      |
| 2.           | 〈Give Yourself a Try〉                      | 3:17      |
| 3.           | 〈TooTimeTooTimeTooTime〉                    | 3:28      |
| 4.           | 〈How to Draw / Petrichor〉                  | 5:49      |
| 5.           | 〈Love It If We Made It〉                    | 4:13      |
| 6.           | 〈Be My Mistake〉                            | 4:16      |
| 7.           | 〈Sincerity Is Scary〉                       | 3:45      |
| 8.           | 〈I Like America & America Likes Me〉        | 3:26      |
| 9.           | 〈The Man Who Married a Robot / Love Theme〉 | 3:33      |
| 10.          | 〈Inside Your Mind〉                         | 3:50      |
| 11.          | 〈It's Not Living (If It's Not with You)〉   | 4:08      |
| 12.          | 〈Surrounded by Heads and Bodies〉           | 3:56      |
| 13.          | 〈Mine〉                                     | 4:06      |
| 14.          | 〈I Couldn't Be More in Love〉               | 3:51      |
| 15.          | 〈I Always Wanna Die (Sometimes)〉           | 5:14      |
| 총 재생 시간 | 총 재생 시간                                 | 58:26     |

| #            | 제목         | 재생 시간 |
| ------------ | ------------ | --------- |
| 16.          | 〈102〉      | 3:27      |
| 총 재생 시간 | 총 재생 시간 | 61:53     |

## 차트
| 차트 (2018)                       | 최고 순위 |
| --------------------------------- | --------- |
| 오스트레일리아 앨범 (ARIA)        | 4         |
| 오스트리아 앨범 (Ö3 오스트리아)   | 61        |
| 벨기에 앨범 (울트라탑 플랑드르)   | 44        |
| 벨기에 앨범 (울트라탑 왈로니아)   | 178       |
| 캐나디안 앨범 (빌보드)            | 15        |
| 네덜란드 앨범 (메하하르츠)        | 36        |
| 독일 앨범 (Offizielle 탑 100)     | 57        |
| 아일랜드 앨범 (IRMA)              | 4         |
| 일본 핫 음반 차트 (빌보드 재팬)   | 24        |
| 일본 앨범 (오리콘)                | 39        |
| 라트비아 음반 차트 (LAIPA)        | 13        |
| 뉴질랜드 앨범 (레코디드 뮤직 NZ)  | 9         |
| 스코틀랜드 앨범 (OCC)             | 1         |
| 가온 음반 차트                    | 51        |
| 스페인 앨범 (PROMUSICAE)          | 62        |
| 스웨덴 앨범 (스베리예토프리스탄)  | 16        |
| 스위스 앨범 (슈바이처 히트파라데) | 89        |
| 영국 음반 (OCC)                   | 1         |
| 미국 빌보드 200                   | 4         |
| 미국 탑 록 앨범 (빌보드)          | 1         |

| 차트 (2018)          | 순위 |
| -------------------- | ---- |
| 영국 음반 차트 (OCC) | 85   |

| 차트 (2019)                   | 순위 |
| ----------------------------- | ---- |
| 영국 음반 차트 (OCC)          | 54   |
| 미국 톱 록 음반 차트 (빌보드) | 49   |

## 인증
| 국가                               | 인증 | 판매량/출하량 |
| ---------------------------------- | ---- | ------------- |
| 영국 (BPI)                         | 골드 | 100,000       |
| 판매량+스트리밍을 기반으로 한 인증 |      |               |